# سوآ پاللی
سوآ پاللی (انگلیسی: Soa Palelei؛ زادهٔ ۱۲ ژوئیهٔ ۱۹۷۷) ورزشکار هنرهای رزمی ترکیبی اهل استرالیا است.